# محمد بوحمود
محمد خليفة عبد الله حسين بوحمود سياسي بحريني. عضو في مجلس النواب من 12 ديسمبر 2018 عن الدائرة الحادية عشرة في محافظة الشمالية.

## السيرة الذاتية
في عام 2011 قرر الترشح لعضوية مجلس النواب عن الدائرة الثامنة في محافظة الشمالية ولكنه انسحب قبل بداية الانتخابات.
في عام 2014 قرر الترشح لعضوية المجلس البلدي عن الدائرة الحادية عشرة في محافظة الشمالية. في الجولة الأولى حصل على 2128 صوت بنسبة 42.77% مما استوجب إقامة جولة ثانية حيث استطاع التغلب على منافسه علي إبراهيم بحصوله على 2774 صوت بنسبة 71.42%.
في عام 2018 قرر الترشح لعضوية مجلس النواب عن الدائرة الحادية عشرة في محافظة الشمالية. في الجولة الأولى التي أقيمت في 24 نوفمبر 2018 حصل على 2983 صوت بنسبة 40.03% مما استوجب إقامة جولة ثانية في 1 ديسمبر حيث استطاع التغلب على منافسه علي الفضلي بحصوله على 3731 صوت بنسبة 59.61%.